# Echoes of Eternity
Echoes of Eternity to zespół muzyczny założony w kalifornijskim Los Angeles w USA przez basistę Kirka Carrisona i gitarzystę Brandona Pattona. Grupa wykonuje metal progresywny i gothic metal. Debiutancki album The Forgotten Goddess wydała w lutym 2007 roku wytwórnia Nuclear Blast. Kolejny As Shadows Burn, został wydany 25 września 2009 roku przez Massacre Records w Europie i Nuclear Blast w USA.

## Skład grupy

### Obecni członkowie
- Francine Boucher - wokal
- Brandon Patton - gitara
- Duane Cowan - bass
- Bryan Eagle - gitara
- Kirk Carrison - perkusja

### Byli członkowie
- James Urias (2007-2009) - gitara
- Sam Young (2007-2008) - gitara

## Dyskografia
- Echoes of Eternity (2005) - demo
- Passenger Sampler (2006) - split z Mnemic, Sirenia i Therion
- The Forgotten Goddess (2007)
- As Shadows Burn (2009)